# Roger-Timothée Régnard de Pleinchesne
Roger-Timothée Régnard de Pleinchesne est un auteur dramatique français du XVIIIe siècle.
Ancien capitaine d’infanterie, gouverneur des pages du roi, Régnard de Pleinchesne était l’auteur de quelques pièces dramatiques qu’il fit jouer de 1765 à 1810. Il avait également fondé, en 1781, un établissement à la foire Saint-Laurent appelé la Redoute chinoise, qui réunissait dans un même local divers genres d’amusements destinés, pour 30 sols, à attirer chez lui la bonne compagnie et où on trouvait des jeux de toutes sortes, de campagne, de bague, de galet, des roues de fortune et des balançoires, Lorsque ce genre de distraction était épuisé, le public pouvait se livrer aux charmes d’une promenade amusante dans un jardin ravissant où de véritables chanteurs des rues exécutaient les chansons les plus nouvelles. Un café, un restaurant et un salon de danse complétaient les agréments de la Redoute.

## Publications
- Le charbonnier est maître chez lui, ou la Partie de chasse, pantomime (Paris 1775)
- Le Malentendu, comédie française dans le genre italien en 3 actes, jouée à la Comédie italienne
- La Vérité, comédie en deux actes, écrite à la louange du roi et de la reine
- Le Prince Tiri, id.
- Le Fanfaron, id.
- Le B*** tiré, opéra-comique
- L'Épreuve de Marivaux, opéra-comique
- L'Heureux Engagement, opéra-comique en un acte
- Le Bon Médecin, opéra-comique en 5 actes
- Berthe, comédie héroï-pastorale en trois actes et en vers, mêlée d’ariettes représentée au théâtre de Bruxelles en décembre 1774
- La Guinguette, ambigu-comique
- Le Degré des âges
- Le Jardinier de Sidon, comédie en 2 actes, mêlée d'ariettes, Comédiens italiens, 18 juillet 1768
- Le Mariage par exemple ou les Époux à l’épreuve, comédie en un acte.